# Əliağa Ağayev

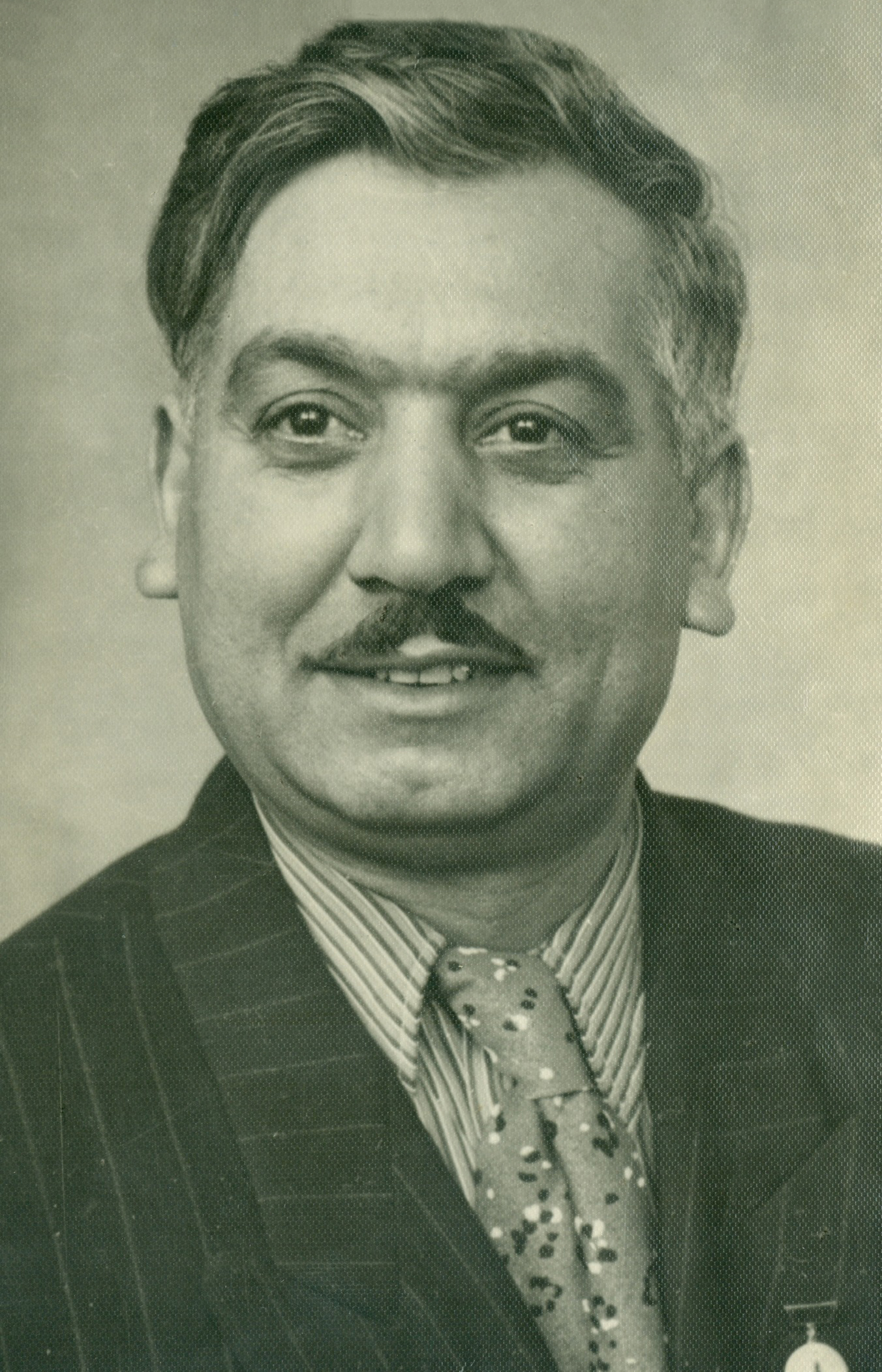
Aliagha Aghayev

Əliağa İsmayıl oğlu Ağayev (* 22. März 1913 in Baku, Russisches Kaiserreich, heute Aserbaidschan; † 13. November 1983 in Baku) war ein sowjetischer und aserbaidschanischer Schauspieler. Er wurde als Volkskünstler der SSR Aserbaidschan ausgezeichnet. Er war berühmt für seine Comedy-Rollen.

## Biografie
Əliağa Ağayev wurde am 22. März 1913 in Baku geboren. Nach seiner Abitur im Jahr 1930 besuchte er eine Berufsschule bei dem nach der Pariser Kommune benannten Schiffsreparaturwerk. 2 Jahre später, nachdem er die Schule abgeschlossen hatte, begann er in der Fabrik zu arbeiten. Dann schloss sich Əliağa Ağayev der Drama-Community der Fabrik an. Seine erste Rolle war in „Haji Kara“. Der Schauspieler trat Ende der 1930er Jahre dem Kollektiv Staatstheater der jungen Zuschauer bei. Seinen ersten Auftritt auf der Bühne des professionellen Theaters hatte er mit dem Jules-Verne-Drama „Die Kinder des Kapitän Grant“ gespielt. Der Schauspieler wurde im Herbst 1961 in das National Academic Drama Theatre aufgenommen. Seine ersten Rollen in diesem Theater war „Abish Surkhayevich“ und „We Got a Job“. Ağayev arbeitete seit 22 Jahren bei der National Academic Drama Theatre. Außerdem spielte er einige Stücke wie „Vasin“ („Tanya“ – Aleksei Arbuzov), „Allanazar“ („Wer ist schuldig?“ – Huseyn Mukhtarov), „Gulamali“, „Abishov“, „Naghi“ („Kozaran Ojaglar“, „Dorfmädchen“, „Guter Mann“ – Mirza Ibrahimov), „Stephano“ („Der Sturm“ – William Shakespeare), „Rista Podorovich“ („Die Frau des Kabinettsministers“ – Branislav Nušić).
Er war vor allem für seine Rolle als „Mashadi Ibad“ im Film „If Not That One, Then This One“ bekannt. Weitere Bekanntheit erlangte er in „Khan“ („Der Zaubermantel“), „Shikhali“ („Dating“), Kassierer („Wo ist Ahmad?“), Ladenbesitzer („For the Sake of the Law“/ „Mehman“) und andere. Ağayev starb am 13. November 1983 in Baku, SSR Aserbaidschan, UdSSR.

## Auszeichnungen und Ehrungen
- Verdienter Kunstarbeiter der SSR Aserbaidschan – 17. Juni 1943
- Orden des Roten Banners der Arbeit – 9. Juni 1959
- Volkskünstler der SSR Aserbaidschan – 27. Februar 1954